# Duché de Sandomierz
1138–1320
Entités précédentes :
- Duché de Cracovie

Entités suivantes :
- Royaume de Pologne

Le duché de Sandomierz, (polonais : Księstwo łęczyckie, latin : Ducatus Sandomirensis) est un ancien duché de la Pologne médiévale, créé au début du XIIe siècle, par scission de la province séniorale, lors de la période de fragmentation de la Pologne. Sandomierz en est la capitale.

## Géographie
Le duché est situé au sud-est du royaume de Pologne, entre les rivières de Pilica, Vistule, San, et Dunajec. À la fin du Moyen Âge, il devient une partie de la province historique de Petite-Pologne, adjacent au duché de Cracovie. Au début du XIVe siècle, le duché est transformé en voïvodie de Sandomir. Ses principaux centres urbains sont les villes historiques de Sandomierz, Wislica Lublin, Radom, Chęciny, Pilzno, Łuków et Stężyca.

## Histoire
Boleslas III Bouche-Torse meurt le 28 octobre 1138. Son testament, rédigé quelques années auparavant et inspiré des coutumes de Kiev, marque le début du démembrement territorial de la Pologne. Il partage son état entre ses quatre fils, chacun recevant un duché héréditaire. Ladislas reçoit la Silésie, Boleslas reçoit la Mazovie et la Cujavie, Mieszko reçoit la Grande-Pologne et Henri reçoit le duché de Sandomierz.
Henri étant trop jeune pour gouverner, le duché nouvellement créée est temporairement administré par Ladislas. En 1146, Ladislas est chassé par ses frères et contraint à l'exil. Henri prend alors possession de son duché. Il met sur pied avec ses deux frères Boleslas IV le Frisé et Mieszko III le Vieux, des campagnes militaires de christianisation des peuples voisins de la Pologne. C’est au cours d’une de ces campagnes (dirigée par Boleslas IV le Frisé) contre les Prussiens qu’il est tué le 18 octobre 1166. N'ayant pas de descendant, son plus jeune frère, Casilmir qui jusque-là avait été exclue de l'héritage de Boleslas III Bouche-Torse reçoit une partie de sa province autour Wislica, tandis que Sandomierz échoit à Boleslas IV.
En 1173, Casimir II le Juste réuni toute la province sous son autorité. Lorsqu'il décède en 1194, ses deux fils Lech le Blanc et Conrad Ier de Mazovie héritent de tous les territoires de Casimir qu'ils se partagent vers 1200. Conrad reçoit la Mazovie et la Cujavie, tandis que Lech reçoit Sandomierz.
Au cours du XIIIe siècle, le duché est attaqué à plusieurs reprises par les hordes mongoles. Sandomierz est mis à sac en 1241 (en) et en 1260 (en). À la fin des années 1280, Ladislas le Bref prend le contrôle de Sandomierz, mais en 1292, il est contraint d'abandonner la province à Venceslas II de Bohême. En 1304, Ladislas prend sa revanche et s'empare de Wislica. Après la mort de Venceslas en 1305n, il saisit le reste de la province qu'il intègre à son royaume de Pologne. Le duché de Sandomierz devient Voïvodie de Sandomierz.

## Les ducs de Sandomierz
- Henri de Sandomierz (1146-1166)
- Boleslas IV le Frisé (1166-1173)
- Casimir II le Juste (1173-1194)
- Lech le Blanc (1194-1227)
- Conrad Ier de Mazovie (1194-1200)
- Régence d'Hélène de Znojmo (1194-1200)
- Boleslas V le Pudique (1227-1279)
- Boleslas Ier de Mazovie (1229-1232)
- Lech II le Noir (1279-1288)
- Boleslas II de Mazovie (1288-1289)
- Conrad II de Czersk (1289)
- Ladislas Ier le Bref (1289-1292)
- Venceslas II de Bohême (1292-1304)
- Ladislas Ier le Bref (1304-1333)

## Sources
- (en) Cet article est partiellement ou en totalité issu de l’article de Wikipédia en anglais intitulé « Duchy of Sandomierz » (voir la liste des auteurs).